# Nàssir-ad-Dawla (hamdànida)
Abu-Muhàmmad al-Hàssan ibn Abi-l-Hayjà Abd-Al·lah ibn Hamdan Nàssir-ad-Dawla, més conegut simplement pel seu làqab com Nàssir-ad-Dawla, fou emir hamdànida de Mossul. Estava casat amb una dona kurda de nom Fàtima bint Àhmad.
Al-Hàssan ibn Abi-l-Hayjà Abd-Al·lah fou des del 925 lloctinent del seu pare Abu-l-Hayjà Abd-Al·lah al govern de Mossul però el 929. El febrer del 929 el seu pare va donar suport al cop d'estat que va deposar breument al califa al-Múqtadir: la revolta militar estava dirigida per oficials cansats de l'extravagància i incapacitat del califa, que fou obligat a abdicar; el general Munis va portar al califa a lloc segur mentre els soldats saquejaven el palau i es va proclamar al seu lloc al seu germà Muhàmmad amb el làqab d'al-Qàhir, però com que el cap rebel, el prefecte de policia Nazuk, no podia satisfer les peticions de les tropes que demanaven augment de sou, al-Qàhir fou eliminat ràpidament i al-Múqtadir restablert. Abu-l-Hayjà Abd-Al·lah ibn Hamdan va morir aquell mateix any i Abu-Muhàmmad al-Hàssan el va succeir com a cap de la família. Al-Múqtadir va voler allunyar als hamdànides del poder al Diyar Bakr i va enviar a Mossul a un governador propi de nom no conegut, i Abu-Muhàmmad al-Hàssan fou destituït del govern, tot i que va poder conservar el govern d'algunes fortaleses a l'esquerra del Tigris. Aquest funcionari va tenir dificultats per controlar la zona i va morir el 930 i llavors Abu-Muhàmmad al-Hàssan fou nomenat governador de Mosul amb totes les prerrogatives. Per intrigues dels seus oncles Nasr ibn Hamdan i Said ibn Hamdan va perdre el govern de Mossul (932) i només va conservar el de la part occidental del Diyar Rabia.
El 934 va recuperar el govern de Mosul i de tot el Diyar Rabia i va intentar sense èxit obtenir el de l'Azerbaidjan, però altra vegada en fou privat per les intrigues de Said ibn Hamdan; aquest fou nomenat governador però Abu-Muhàmmad al-Hàssan (935) i llavors la ciutat fou ocupada pel visir Ibn Muqla. Al-Hàssan va fugir a Armènia, i Mossul va quedar en mans dels Banu Habib; però va retornar i va derrotar el seu rival (també taghlibita) Ibn Habib i va recuperar Mossul el mateix 935 i finalment en fou confirmat pel califa al-Radi (936), amb les províncies de Diyar Bakr, Diyar Mudar i Diyar Rabia. El Diyar Bakr estava en mans d'un exoficial seu d'origen daylamita i el Diyar Mudar en mans dels qaisites i un oficial del califa. El 936 va provar d'obtenir l'Azerbaidjan altre cop sense èxit.
El 938 Abu-Muhàmmad al-Hàssan va intentar no pagar el tribut al califa. L'amir al-umara (una mena de primer ministre) Ibn Ràïq va contemporitzar però quan va pujar al poder l'amir al-umara Bàjkam, el va voler deposar (939); no ho va aconseguir. Mort Bàjkam (941) va agafar el poder breument Abu-Abd-Al·lah al-Baridí que fou enderrocat pel daylamita Kurankidj o Kurankidji (941). Hasan va donar suport a un antic amir al-umara i ara governador de Síria, Ibn Ràïq, i al califa al-Múttaqí amenaçats per Àhmad al-Baridí, que controlava Wasit, Khuzestan i el Baix Iraq (Bàssora). Ibn Ràïq va poder ocupar el lloc de Kurankidj el setembre del 941; el febrer/març del 942 Abu-Abd-Al·lah Àhmad ibn al-Baridí va enviar un exèrcit dirigit pel seu germà Abu-l-Hussayn al-Baridí que va ocupar Bagdad i va obligar al califa i a Ibn Ràïq a refugiar-se en territori dels hamdànides a Mossul. Abu-Muhàmmad al-Hàssan va acollir bé el califa i Ibn Ràïq, i van mobilitzar un exèrcit que va contraatacar per restaurar-lo a Bagdad (abril) i al-Baridí fou expulsat de la capital i de Wasit (va conservar Bàssora), però l'hamdànida Abu-Muhàmmad al-Hasan ibn Abd-Al·lah va fer assassinat a Ibn Ràïq després de l'abril del 942 (s'informa com a data el 4 de juny de 942) i es va fer assignar el càrrec d'amir al-umara i el govern de Síria (Djazira), rebent el làqab honorífic deNàssir-ad-Dawla (defensor de la Dinastia) amb el qual és conegut, i a més la seva filla Ulayya es va casar amb el califa (o amb el fill del califa). El seu germà Ali, que li va donar suport, va rebre el títol de Sayf-ad-Dawla (Espasa de la dinastia). Abu-Ishaq Muhàmmad al-Iskafí va tornar a ser visir (juny del 942).
Els militars turcs no van acceptar de bon grau la dominació hamdànida. El visir Abu-Ishaq Muhàmmad al-Iskafí fou destituït (març del 943) i condemnat a pagar una multa per les denúncies d'uns agents dels baridites de Bàssora i llavors fou visir Abu-l-Hàssan Alí ibn Muqla, fill del visir Abu-Alí Muhàmmad ibn Alí ibn Muqla que havia exercit sota els califes al-Múqtadir (908-932) i al-Qàhir (932-934) i que fou el visir que va durar més temps. A la meitat del 943 un dels caps turcs, Tuzun, que havia obtingut una victòria sobre els al-Baridí de Bàssora i Khuzestan (que s'havien sotmès) i havia retornat en triomf a Bagdad, fou aclamat per les tropes com amir al-umara (juny del 943) i l'hamdànidaNàssir-ad-Dawla va haver de retornar a Mossul.
Però Tuzun va sortir de Bagdad i en la seva absència una conspiració va amenaçar la vida del califa que va tornar a fugir a territori hamdànida (tardor del 943). Es va establir a al-Rakka (Raqqa) per indicació de Sayf-ad-Dawla, per estar més segur. MentreNàssir-ad-Dawla va iniciar una segona campanya però aviat va fer les paus amb Tuzun a canvi de la renúncia d'aquest a l'Djazira (nord de Síria); també va demanar el govern de l'Azerbaidjan però no el va obtenir. Llavors el califa va demanar ajut a l'emir ikhxídida d'Egipte Muhàmmad ibn Tughj que es va presentar amb tropes a al-Rakka, fent homenatge al califa i portant valuosos regals, però les negociacions entre l'emir i el califa no van donar resultat (l'emir oferia només al califa refugiar-se a Egipte fora l'abast de Tuzun a canvi de Síria, però no estava disposat a embarcar-se en una guerra a l'Iraq) i el ikhxídida se'n va entornar. El califa llavors es va posar en mans de Tuzun que li va fer el jurament més solemne i sagrat de la seva fidelitat (944). Poc després Tuzun feia cegar al califa (11 d'octubre del 944) i el declarava deposat instal·lant al seu lloc a al-Mustakfí de 41 anys i llavorsNàssir-ad-Dawla va deixar de pagar tribut al califa i fou independent. Tuzun es va posar en campanya contra Mossul (945) i va imposar el pagament del tribut, però va morir poc després.Nàssir al-dawla va intentar ser amir al-umara però el califa no ho va acceptar i poc després Bagdad era ocupada pel buwàyhida Àhmad ibn Buwayh (o Ibn Buyah) en endavant conegut com a Muizz-ad-Dawla.
El gener del 946 el buwàyhida Muizz al-Daula va fer una expedició a Mossul; Nàssir-ad-Dawla se li va enfrontar i el va aturar, rebutjant-lo cap a Bagdad i encara va poder estendre el seu control cap a la riba oriental del riu a Bagdad, assetjant la vila Rodona. Però Muizz-ad-Dawla el va rebutjar finalment iNàssir-ad-Dawla es va haver de retirar a Ukbara on va demanar la pau, i finalment van arribar a un acord que li reconeixia a l'hamdànida el seu govern com a tributari així com els territoris al nord de Takrit, la Djazira i nominalment Síria i Egipte (en poder dels ikhxídides). Abans de la signatura de la pau les seves tropes turques es van amotinar iNàssir-ad-Dawla va haver de fugir, però va poder dominar la revolta mercès a l'ajut en homes que li va aportar el mateix Muizz-ad-Dawla. Un fill deNàssir-ad-Dawla va quedar com a ostatge del buwàyhida per garantir l'acord.
El 949Nàssir i Muizz es van barallar per qüestions financeres (el pagament irregular de l'hamdànida) i Muizz-ad-Dawla va marxar contra Mossul però es va haver de retirar abans d'arribar perquè havien esclatat disturbis greus a Pèrsia des d'on el seu germà li demanava ajut, i va signar una pau a trota presa, acceptantNàssir-ad-Dawla pagar tribut pel Diyar Rabia, la Djazira i Síria i a llegir a tots els seus territoris el nom del califa abbàssida seguit del dels tres germans buwàyhides a la khutba.
El 957 el problema dels pagaments es va reproduir aprofitant que Muizz-ad-Dawla estava absent a causa d'una revolta iNàssir-ad-Dawla va enviar a dos fills a ocupar Bagdad. Muizz-ad-Dawla va retornar i va obligar a retirar-se a les forces hamdànides acampades prop de Bagdad i l'any següent (958) va retornar a Mossul.Nàssir-ad-Dawla fou mantingut en el poder, i Muizz-ad-Dawla s'acontentà que acceptés les mateixes condicions que abans se li havien imposat. Va pagar el tribut el 958, però el 959 el va deixar de pagar. Llavors Muizz-ad-Dawla va retornar, va ocupar Mossul i Nisibin i va enviar tropes cap a Rahba.Nàssir-ad-Dawla va fugir a Mayyafarikin i després a Alep amb el seu germà Sayf-ad-Dawla, que hi governava de manera independent. Sayf-ad-Dawla va fer de mediador però Muizz-ad-Dawla va rebutjar les seves propostes. Llavors Sayf-ad-Dawla va oferir ocupar el lloc del seu germà a Mossul, Diyar Rabia i Rahba com a tributari dels buwàyhides, i Muizz ho va acceptar. Sayf-ad-Dawla va nomenar governador dels territoris al seu germà.
Cinc anys després, el 964, Nàssir-ad-Dawla va iniciar converses per ser restaurar efectivament a Mossul, com a tributari. L'única condició que posava era el reconeixement com a hereu del seu fill gran Abu-Tàghlib cosa que Muïzz-ad-Dawla no acceptava. Forces buwàyhides van anar a la zona i van ocupar Mossul i Nisibin, però la resistència aquest cop fou forta i efectiva iNàssir-ad-Dawla amb l'ajut dels seus fills, va imposar un acord a Muizz. Aquest no va voler tractar ambNàssir i va negociar només amb el seu fill Abu-Tàghlib, que va acceptar el pagament del tribut per les antigues possessions paternes.
El 967 Muizz-ad-Dawla de Bagdad va morir.Nàssir-ad-Dawla va recomanar als seus fills de no enfrontar-se amb Bakhtiyar el fill i successor de Muizz-ad-Dawla. Poc després moria el seu germà Sayf-ad-Dawla d'Alep, pel que tenia una gran devoció, i va perdre l'interès per viure, desentenent-se dels afers d'estat i alienant-se a la família per la seva avarícia. Abu-Taghlib i els seus germans (menys un anomenat Hamdan), amb el suport de la mare (l'esposa deNàssir-ad-Dawla) van decidir deposar el pare, van prendre el control de les fortaleses i el tresor, i en un moment en què intentava obtenir el suport d'un fill, el van fer presoner i el van declarar destituït, assolint Abu-Taghlib el govern. Fou tancat a la fortalesa d'al-Salama a Ardumusht.
Nàssir-ad-Dawla va morir dos anys després (969)